# Yubert Lemos
Yubert Lemos Morais (* 12. Juni 1962) ist ein ehemaliger uruguayischer Fußballspieler.

## Karriere

### Verein
Mittelfeldspieler Yubert Lemos stand 1985 beim kolumbianischen Verein Independiente Medellín unter Vertrag. Anschließend gehörte er von 1988 bis 1992 dem Kader des in Montevideo angesiedelten uruguayischen Clubs Nacional an. Mit den Bolsos siegte er bei der Copa Libertadores 1988, wobei er in beiden Finalpartien gegen die Newell’s Old Boys in der Startaufstellung stand. Beim anschließenden Weltpokal-Finalsieg am 11. Dezember 1988 in Tokio gegen die PSV Eindhoven wirkte er ebenfalls von Beginn an mit. Im Folgejahr gewann sein Verein noch die Copa Interamericana und die Recopa Sudamericana. In den zugehörigen Finalspielen nahm er jedoch nicht aktiv am Wettbewerb teil. Später partizipierte er noch am Gewinn des uruguayischen Meistertitels des Jahres 1992.

### Nationalmannschaft
1981 nahm er mit der uruguayischen Juniorennationalmannschaft an der Junioren-Fußballweltmeisterschaft 1981 teil. Im Verlaufe des Turniers wurde er einmal eingesetzt. Am 1. August 1992 beim Freundschaftsspiel Uruguays gegen Costa Rica absolvierte er auch ein Länderspiel in der A-Nationalmannschaft, als er in der 72. Minute für Éber Moas eingewechselt wurde.

### Erfolge
- Weltpokal: 1988
- Copa Libertadores: 1988
- Copa Interamericana: 1989
- Recopa Sudamericana: 1989
- Uruguayischer Meister: 1992